# Girlfriend in a coma
Girfriend in a coma is een single van de Britse alternatieve rockgroep The Smiths. Het lied is de eerste single van het studioalbum Strangeways, here we come uit 1987 en bereikte de 13e plaats op de UK Singles Chart.

## Achtergrond
In het nummer betreurt de verteller het lot van zijn comateuze vriendin, die waarschijnlijk niet lang meer te leven heeft. Zanger Morrissey drong aan om als B-kant een cover van Cilla Blacks Work is a four-letter word op te nemen, tot afgrijzen van gitarist Johnny Marr. Deze onenigheid was een van de vele factoren die leidden tot het vertrek van Marr en de daaropvolgende opheffing van de groep. Het andere nummer op de B-kant, I keep mine hidden, was het laatste nummer dat door The Smiths werd geschreven en opgenomen.

## Nummers
| Nr. | Titel                      | Duur |
| --- | -------------------------- | ---- |
| 1.  | Girlfriend in a coma       | 2:02 |
| 2.  | Work is a four-letter word | 2:45 |

| Nr. | Titel                      | Duur |
| --- | -------------------------- | ---- |
| 1.  | Girlfriend in a coma       | 2:02 |
| 2.  | Work is a four-letter word | 2:45 |
| 3.  | I keep mine hidden         | 1:57 |

## Bezetting
- Morrissey - zang
- Johnny Marr - gitaar
- Andy Rourke - basgitaar
- Mike Joyce - drumstel